# Borough d'Arfon
Pour les articles homonymes, voir Arfon.
Le borough d’Arfon (borough of Arfon en anglais) est une ancienne zone de gouvernement local de deuxième niveau du pays de Galles.
Créé au 1er avril 1974 au sein du comté du Gwynedd par le Local Government Act 1972, il est aboli le 31 mars 1996 en vertu du Local Government (Wales) Act 1994. Avec les districts de la Dwyfor et de Meirionnydd, son territoire est constitutif du comté de Caernarfonshire and Merionethshire institué à partir du 1er avril 1996.

## Géographie
Le territoire du borough relève du comté administratif de Caernarvon. Au 1er avril 1974, il constitue, avec les districts d’Aberconwy, de la Dwyfor, de l’Isle of Anglesey et de Meirionnydd, le comté du Gwynedd, zone de gouvernement local de premier niveau créée par le Local Government Act 1972,.
Alors que le borough admet 49 543 habitants au recensement de 1981, 50 366 résidents sont comptabilisés lors du recensement de 1991. La superficie du territoire du borough est évaluée à 101 207 acres en 1978,,.

## Toponymie
Simplement défini par un ensemble de territoires par le Local Government Act 1972, le district prend le nom officiel d’Arfon en vertu du Districts in Wales (Names) Order 1973, un décret en Conseil du 8 janvier 1973 pris par le secrétaire d’État pour le Pays de Galles,.
Ainsi, le borough tient son appellation de l’expression galloise d’Arfon, qui signifie littéralement « en face d’Anglesey ».

## Histoire
Le district d’Arfon est érigé au 1er avril 1974 à partir des territoires suivants, :
- le borough municipal de Bangor ;
- le borough municipal de Caernarvon ;
- le district urbain de Bethesda ;
- le district rural de Gwyrfai, pour partie (sans les paroisses de Beddgelert et de Clynnog) ;
- et le district rural d’Ogwen.

Alors que la notion de borough municipal est abolie par le Local Government Act 1972, le statut de borough est conféré au nouveau district par un décret en Conseil du 28 juin 1974, avec une entrée en vigueur rétroactive au 1er avril 1974. Il est ainsi permis à la zone de gouvernement local de s’intituler « borough d’Arfon » (borough of Arfon en anglais) tandis que son assemblée délibérante prend le nom de « conseil de borough d’Arfon » (Arfon Borough Council en anglais) au sens de la section 21 du Local Government Act 1972,.
Le borough est aboli au 31 mars 1996 par le Local Government (Wales) Act 1994, son territoire relevant désormais du comté de Caernarfonshire and Merionethshire au sens de la loi.

### Note
1. ↑  Connue sous le nom de « Caernarvon » avant le 2 juin 1975[1].